# Biological Psychiatry
Biological Psychiatry és una revista científica bisetmanal, revisada per parells, de neurociència i terapèutica psiquiàtrica, publicada per Elsevier des de 1985 en nom de la Societat de Psiquiatria Biològica, de la qual és la revista oficial. La revista cobreix una àmplia gamma de temes relacionats amb la fisiopatologia i el tractament dels principals trastorns neuropsiquiàtrics. Es publica un suplement anual que conté els resums de la reunió anual de la Societat de Psiquiatria Biològica. Es va crear el 1959.